# Universidad de Melbourne
La Universidad de Melbourne (en inglés: University of Melbourne) es una universidad pública de investigación ubicada en Melbourne, Victoria, Australia. Fundada en 1853, es la segunda universidad más antigua de Australia y la más antigua del estado de Victoria. Su campus principal se ubica en Parkville, un suburbio localizado al norte del distrito financiero central de Melbourne. La institución también cuenta con varios otros campus ubicados a lo largo y ancho del estado.
De acuerdo al ranking mundial de universidades del año 2010 de la revista británica Times Higher Education, la universidad de Melbourne es considerada como la mejor universidad de Australia y Oceanía, y la sitúa en el lugar 36 a nivel mundial. Por otro lado, a nivel nacional, se le reconoce como la segunda universidad líder en investigación después de la "Organización de Investigación Industrial y Científica de la Mancomunidad" (CISRO). En 2008 se invirtieron más de 653 millones de dólares y consistentemente ha sido catalogada entre las dos primeras instituciones líderes en investigación en Australia, datos que son usados por el Gobierno de Australia para designar fondos públicos para infraestructura e investigación.
Cuatro primeros ministros australianos y 5 gobernadores generales se han graduado de la Universidad de Melbourne. Ocho premios Nobel han enseñado, estudiado e investigado en la universidad.
La institución cuenta con más de 35.000 estudiantes en total, quienes son respaldados por más de 7200 funcionarios académicos y profesionales. En 2008, introdujo el controvertido "Modelo de Melbourne", una combinación de varias prácticas de universidades estadounidenses y europeas, con el fin de ser consecuentes con el proceso de Bolonia y lograr relevancia internacional y estabilidad en los títulos ofrecidos. Actualmente el vicecanciller de la universidad es el profesor Duncan Maskell AC.

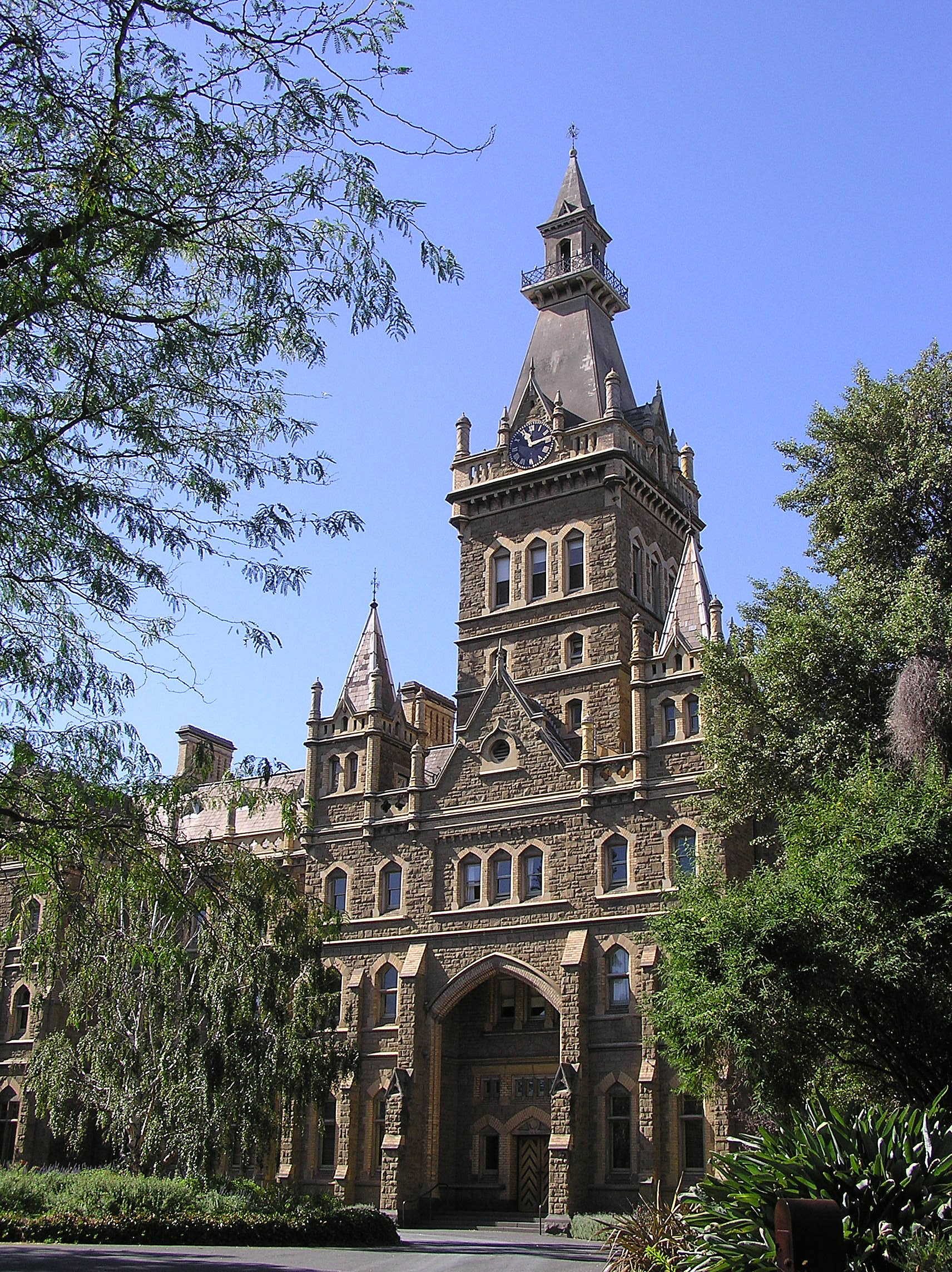
Ormond College (1879)
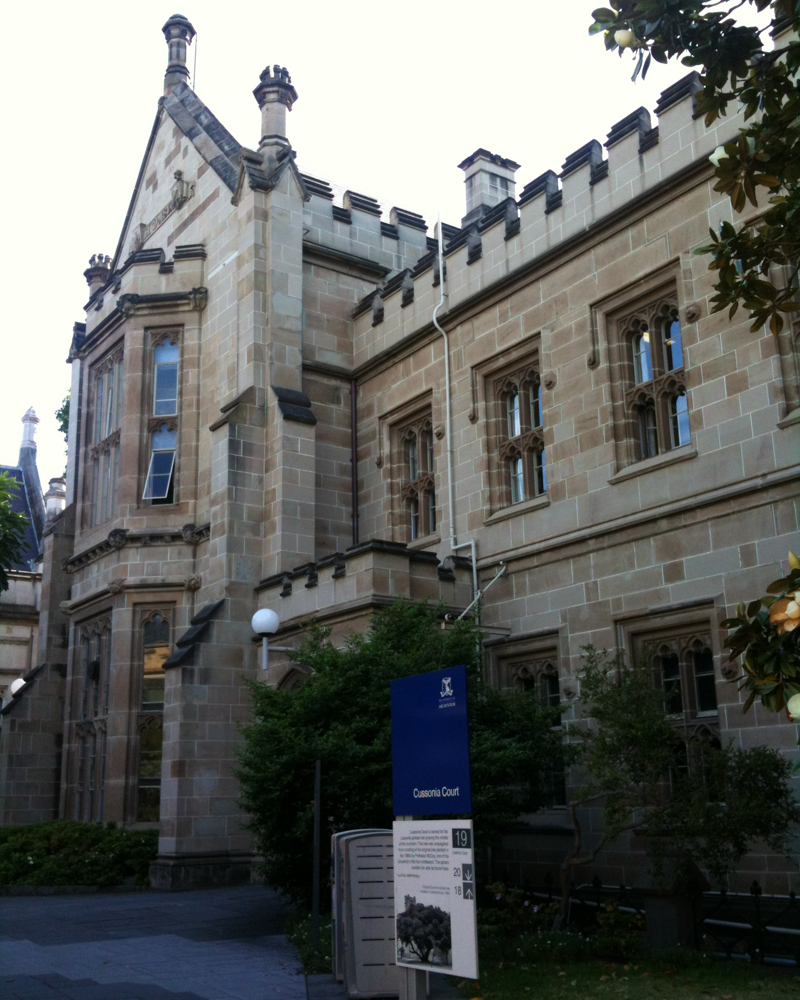
Cussonia Court, sede de la escuela de Filosofía.
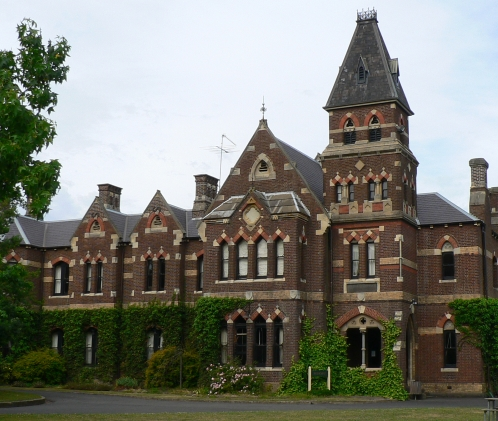
Trinity College (1872)
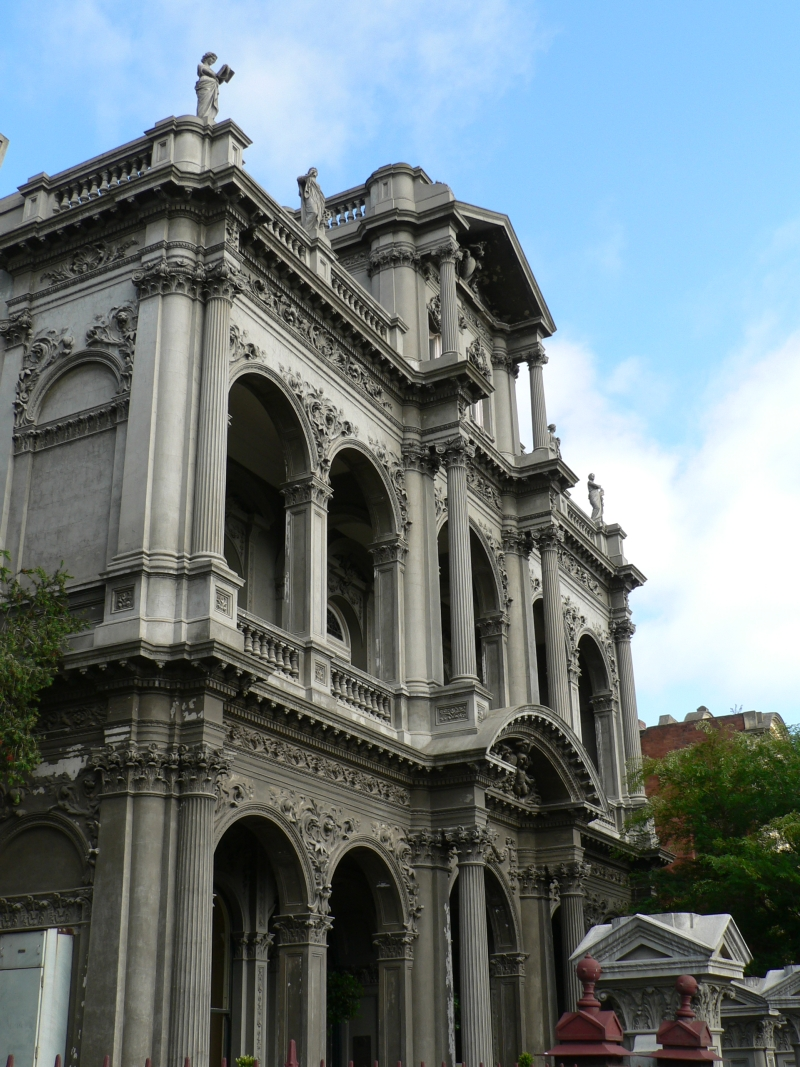
Medley Hall